# Lucile Randon
Lucile Randon, även kallad Sœur André ("Syster André"), född 11 februari 1904 i Alès i Gard, död 17 januari 2023 i Toulon i Var, var en fransk nunna som var den näst äldsta franska personen någonsin, efter Jeanne Calment. Från den 18 juni 2019 var Randon den äldsta i Europa och från 19 april 2022 och fram till sin död var hon världens äldsta person.

## Biografi

### Uppväxt
Lucile Randon föddes den 11 februari 1904 i Alès, som dotter till Paul Randon, lärare vid gymnasiet i Alès, och Alphonsine Delphine Yéta Soutoul. Hon föddes som det yngsta av fem barn. Hon hade en tvillingsyster, som dog som spädbarn, och tre bröder. De var protestanter och hon fick ingen religiös uppfostran. År 1915 flyttade hon till Houdan, med sin äldste bror, André, som var fredsdomare.

### Karriär
År 1916 blev hon guvernant till tre barn i Marseille, och 1920 blev hon informator i en familj i Versailles. Från 1922 var hon guvernant i en annan familj, i 14 år. Hon döptes 1923, och 1944 blev hon nunna i det parisiska klostret Maison des Filles de la Charité. Hon tog namnet Syster André efter sin bror, som hon beskrev som sin "far, mor och nanny" på samma gång. Hon arbetade på ett sjukhus i Vichy i 28–31 år. År 1963 skickades hon till La Baume-d'Hostun.

## Ålderdom
Lucile Randon gick i pension 1979 och flyttade till ett äldreboende i Les Marches och bodde där i 30 år. Då hon var 105 år gammal flyttade hon till Sainte-Catherine Labouré i Toulon. Där blev hon hedersmedborgare. Hon mindes första världskriget, där två av hennes bröder stred, första gången hon såg ett flygplan, och när elektricitet installerades i hennes skola.
Lucile Randon testade positivt för covid-19 den 16 januari 2021, men fick inga symptom, och friskförklarades från sjukdomen 8 februari, några dagar före sin 117-årsdag.
Den 25 mars 2019 blev hon den näst äldsta franska personen genom tiderna, vars ålder verifierats. Den 18 juni 2019, efter italienskan Maria Giuseppa Robuccis död, blev hon också den äldsta i Europa, och den näst äldsta levande personen i världen, efter japanskan Kane Tanaka. Den 28 juni 2021 passerade hon Emma Moranos ålder och blev därigenom den näst äldsta europeiska personen genom tiderna.
Lucile Randon blev den 11 februari 2022 den fjärde människan någonsin att uppnå en ålder av 118 år.